# آشیگارو

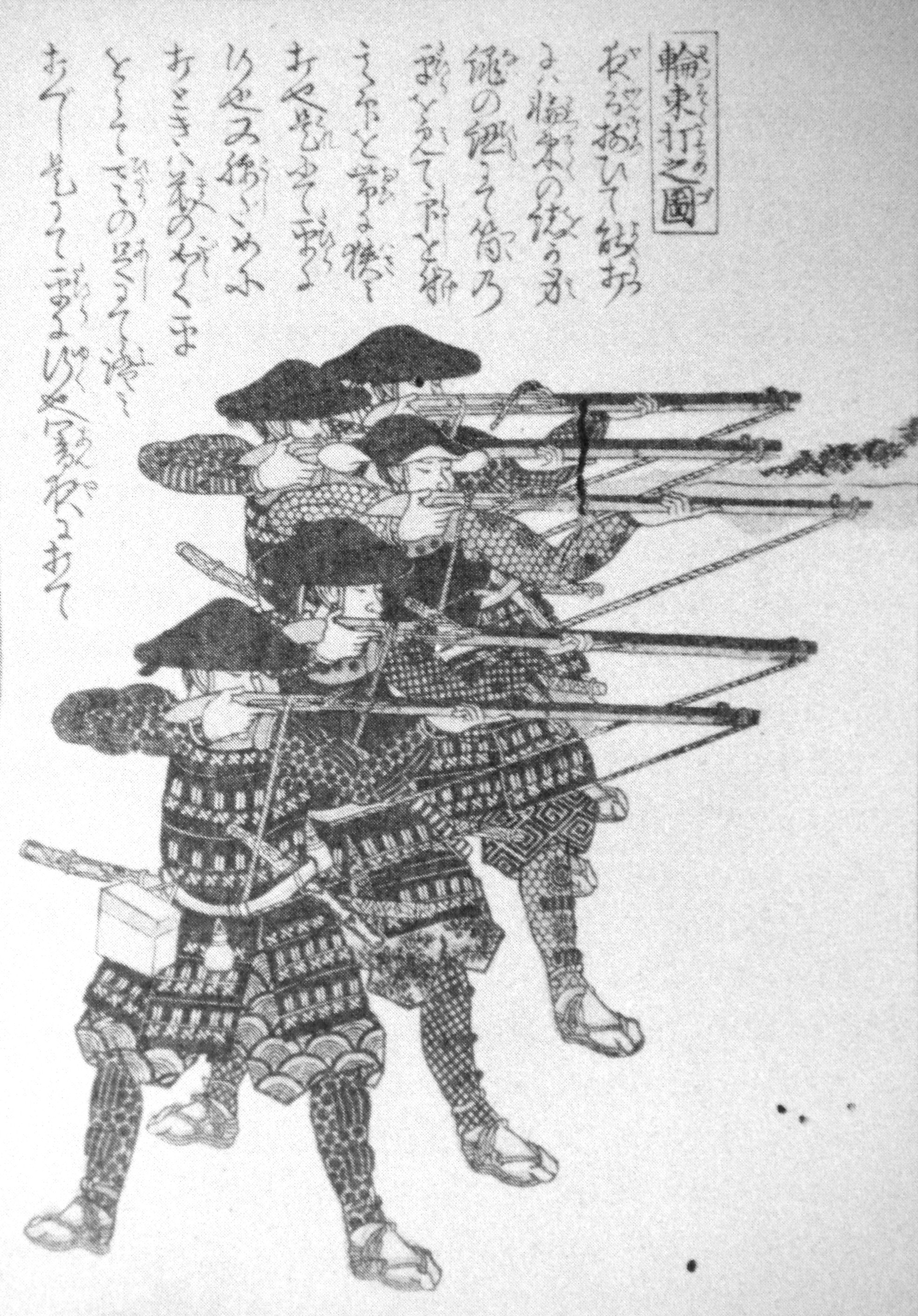
آشیگاروها در حال شلیک با تانه‌گاشیما (تفنگ شمخال)

آشیگارو (足軽، به معنی «سبک‌پا») پیاده‌نظام بودند که توسط طبقه سامورایی ژاپن فئودال به کار گرفته می‌شدند. نخستین اشاره شناخته شده به آشیگارو در سده چهاردهم بود، اما در دوران شوگونات آشیکاگا (دوره موروماچی) بود که استفاده از آشیگارو توسط جناح‌های مختلف متخاصم رایج شد.

## ریشه‌ها
امپراتور تنمو (۶۷۳–۶۸۶) در ژاپن تلاش‌هایی برای داشتن یک ارتش ملی اجباری انجام داد، اما این امر محقق نشد و در سده دهم ژاپن در عوض به مالکان فردی تکیه کرد تا مردانی را برای درگیری‌ها و جنگ‌ها فراهم کنند. این زمین داران اسب دار آغازگر طبقه سامورایی بودند و مردانی که زمین را برای زمین داران کار می‌کردند در زمان جنگ به سربازان پیاده معمولی تبدیل شدند. این سربازان پیاده می‌توانستند پیوندهای طولانی و وفاداری به زمین‌دارانی داشته باشند که به نسل‌های متمادی برمی‌گردد.
هر کشاورز اساساً یک جنگجو نیز بود تا اینکه هیده یوشی از طریق یک «شکار شمشیر» در سراسر کشور در سال ۱۵۸۸ سلاح‌ها را مصادره کرد. هر آشیگارو نخستین درس‌های خود را در مورد ذهنیت جنگ از بیوا هوشی داشت. از سوی دیگر، تلاوت هایک همچنین فضایل مدنی را تبلیغ می‌کرد: وفاداری، پایداری در مصیبت‌ها، و افتخار به افتخار خانواده.
سامورایی‌های صاحب زمین، همراه با سربازان پیاده دهقان، در بسیاری از جنگ‌ها و درگیری‌ها از جمله تهاجم مغول‌ها به ژاپن در سال‌های ۱۲۷۴ و ۱۲۸۱ شرکت کردند. جنگ‌های مداوم بین سده‌های ۱۴ و ۱۶، استخدام سربازان پیاده را بدون وفاداری خاصی در برخی مواقع ضروری کرد. این مزدوران که فقط به صورت غارت پرداخت می‌شدند، به خوبی آموزش دیده نبودند و بنابراین همیشه نمی‌توانستند در جنگ به آنها وابسته باشند. این سربازان پیاده سرگردان در نهایت به آشیگارو تبدیل شدند.

## سلاح و زره

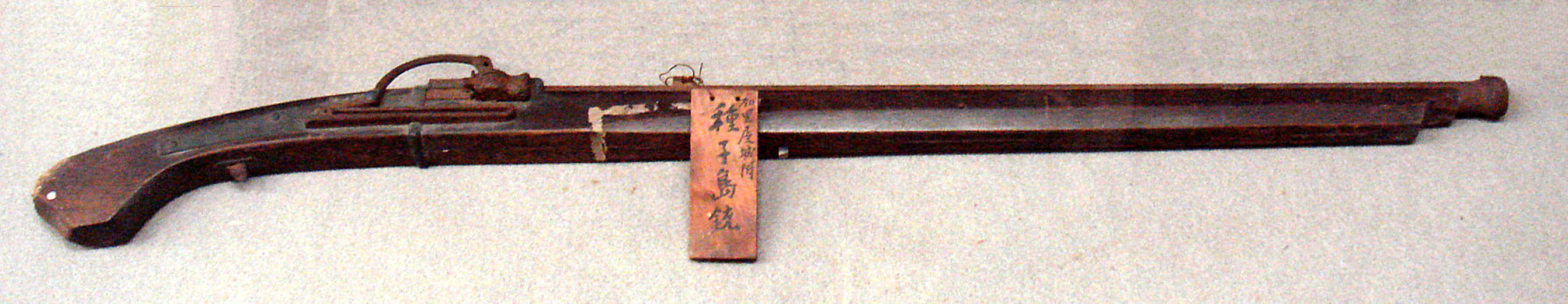
نمونه ای از سلاح گرم قفل کبریت

آشیگارو معمولاً به ناگیناتا، یاری، یومی و شمشیر مسلح می‌شدند. زره آشیگارو بسته به دوره متفاوت بود، از بدون زره تا زره سنگین و می‌توانست شامل کلاه‌های مخروطی به نام جینگاسا باشد که از آهن، مس، چوب، کاغذ، بامبو یا چرم ساخته می‌شد. کلاه ایمنی)، تاتامی زوکین (کلاه‌های زره‌دار)، کوته (آستین‌های زره‌دار)، سونیت (گریو)، و هیدات (کویسس).
جنگ در دوره سنگوکو (سده ۱۵ و ۱۶) مستلزم تولید مقادیر زیادی زره برای ارتش‌های رو به رشد آشیگارو بود. زره‌های مهمات ساده کیراس‌ها و کلاه‌های ایمنی از جمله زره‌های تاتامی که می‌توانستند تا شونده یا جمع شونده به‌طور انبوه تولید می‌شدند. زره تاتامی از صفحات کوچک مستطیلی یا شش ضلعی آهنی ساخته می‌شد که معمولاً از طریق پست به یکدیگر متصل می‌شدند و به پشتی پارچه ای دوخته می‌شدند.
در سده شانزدهم آشیگاروها نیز به قفل کبریت‌هایی از نوع تانگاشیما مسلح شدند. بنرهای کوچکی به نام ساشیمونو را می‌توان در هنگام نبرد برای شناسایی بر روی پشت آنها گذاشت.

## خدمت در جنگ
در جنگ اونین، آشیگارو با غارت و سوزاندن میاکو (کیوتوی امروزی) به عنوان سربازان سرکش شهرت پیدا کرد. در دوره بعدی سنگوکو، جنبه نبرد از تک نبرد به تشکیلات انبوه تغییر کرد؛ بنابراین، آشیگارو ستون فقرات بسیاری از ارتش‌های فئودالی شد و برخی از آنها به شهرت بیشتری رسیدند.
کسانی که کنترل آشیگارو به آنها داده شد، آشیگاروگاشیرا (足軽頭) نامیده می‌شدند. مشهورترین آنها تویوتومی هیدیوشی بود که بسیاری از پیروان جنگجوی خود را نیز به مقام سامورایی رساند.

## مقدمه ای بر سلاح گرم و شگردهای نو
آشیگارو ستون فقرات ارتش سامورایی‌ها را در دوره‌های بعدی تشکیل داد. تغییر واقعی آشیگارو در سال ۱۵۴۳ با معرفی سلاح گرم قفل کبریت توسط پرتغالی‌ها آغاز شد. تقریباً بلافاصله دایمیوهای محلی آغاز به تجهیز آشیگارو خود به سلاح جدید کردند، که در مقایسه با کمان طولانی، که یادگیری آن سال‌ها طول کشید، به آموزش کمی برای استفاده ماهرانه نیاز داشت. با پیچیده‌تر شدن نبردها و بزرگ‌تر شدن نیروها، آشیگارو به‌شدت آموزش داده می‌شد تا بتوانند در مقابل آتش دشمن صفوف خود را حفظ کنند.
مزیت تفنگ‌های کبریت برای جنگ سامورایی‌ها تعیین‌کننده بود. این در نبرد ناگاشینو در سال ۱۵۷۵ نشان داده شد، جایی که توپچی‌های آشیگارو از قبیله‌های اودا و توکوگاوا که با دقت در موقعیت قرار گرفتند، بارها و بارها سواره نظام سنگین قبیله تاکدا علیه خطوط دفاعی قبیله اودا را خنثی کردند و پشت ماشین جنگی تاکدا را شکستند.
پس از نبرد، نقش آشیگاروس‌ها در ارتش به عنوان مکمل بسیار قدرتمندی برای سامورایی‌ها تثبیت شد. این مزیت در دو حمله به کره در سال‌های ۱۵۹۲ و ۱۵۹۷ علیه کره ای‌ها و بعداً چینی‌های سلسله مینگ مورد استفاده قرار گرفت. اگرچه نسبت اسلحه‌ها (قفل کبریت) به کمان در حمله نخست ۲:۱ بود، اما در تهاجم دوم این نسبت به ۴:۱ تبدیل شد زیرا اسلحه‌ها بسیار مؤثر بودند.

## توقف خدمت اجباری
پس از ظهور شوگونات توکوگاوا، خدمت سربازی آشیگارو از بین رفت. از آنجایی که تغییر آشیگارو به سرباز حرفه ای پس از اودا نوبوناگا پیش رفت، آشیگارو به تدریج از کشاورز جدا شد.
با ورود به دوره ادو، موقعیت آشیگارو ثابت شد و استفاده از سربازان وظیفه برای بیش از دویست سال در ژاپن کنار گذاشته شد. آشیگارو در برخی از هان (دامنه‌ها) پایین‌ترین رده طبقه سامورایی در نظر گرفته می‌شد، اما در برخی دیگر نه.